# Любомир Ловрич
Любомир Ловрич (серб. Љубомир Ловрић; 28 травня 1920, Новий Сад — 26 серпня 1994, Белград) — югославський футболіст (воротар) і футбольний тренер, срібний призер літньої Олімпіади 1948 року.

## Кар'єра гравця
Вихованець школи клубу «Югославія», в якому виступав з 1937 по 1941 роки. Після розформування клубу під час німецької окупації вступив до югославського партизанського загіну, який вів боротьбу з фашистами. Після звільнення Югославії відновив кар'єру гравця в складі команди «Црвена Звезда», в якій грав до 1952 року.
У складі збірної дебютував 18 травня 1939 в матчі проти Англії, який югослави виграли 2:1 саме завдяки грі Ловрича. Всього він провів 5 ігор, в яких пропустив 11 м'ячів. Останній матч за збірну провів 13 серпня 1948 проти Швеції в рамках Олімпіади в Лондоні. Це була фінальна гра, яку шведи виграли 3:1, а Ловрич став срібним призером Ігор.
Є одним із семи футболістів, які захищали кольори національної збірної до та після Другої світової війни (також Мирослав Брозович, Звонимир Цимерманчич, Франьо Велфл, Бранко Плеше, Фране Матошич та Срджан Мркушич).

## Тренерська кар'єра
З 1959 по 1964 роки Ловрич очолював збірну Югославії з футболу, керуючи нею на чемпіонаті Європи 1960 року, чемпіонаті світу 1962 і Олімпіаді 1964 року. Також був спортивним репортером, працюючи в газетах «Правда» (1939—1941), «Юність» (1945—1951) і «Сутичка» (1952—1959), а потім працював головним редактором газети «Спорт» (1959—1980).

## Титули і досягнення
Гравець
- Чемпіон Югославії (1):

«Црвена Звезда»: 1951
- Срібний олімпійський призер: 1948

Тренер
- Віце-чемпіон Європи: 1960